# Битва при Курцолі (1298)
Битва при Курцолі (італ. Battaglia di Curzola) — морська битва, що відбулась 9 вересня 1298 р. між флотами двох морських республік — Генуї і Венеції в Адріатичному морі біля острова Курцола (італійська назва острова Корчула в сучасній Хорватії). Битва закінчилась цілковитим розгром венеційського флоту і взяттям в полон його керівника, адмірала Андреа Дандоло, син дожа Джованні Дандоло. Вона стала однією з найбільших венеційських поразок серед багатьох битв, що велися в XIII—XIV століттях між Пізою, Генуєю та Венецією в довгій серії воєн за контроль над середземноморською та левантійською торгівлею.

## Передумови
Венеційці, що грали вирішальну роль в Четвертому хрестовому поході, під час якого в 1204 році було захоплено Константинополь, отримали після розділу Візантії між переможцями значні торгові преференції в Східному Середземномор'ї (на території колишньої Візантійської імперії), що дозволило їм суттєво посунути тут своїх конкурентів генуезців. В боротьбі за привабливі ринки, генуезці у відповідь уклали союз з Нікейською імперією, яка очолила рух за відновлення Візантії. В 1261 році Михаїл VIII Палеолог вигнав хрестоносців з Константинополя і відовив Візантійську імперію. Генуезцям, як своїм союзникам, імператор у винагороду гарантував монопольне право на торгівлю в Чорному морі. В результаті генуезцям доволі швидко вдається встановити перевагу над венеційцям в Чорноморському регіоні. В свою чергу, бажаючи втримати свої колонії на Чорному морі, венеційці розпочали переговори у Криму з татарами.
Після численних дипломатичних дій, в яких брали участь Генуя та Константинополь, з одного боку, та Венеція та король Неаполя Карл Анжуйський, з іншого, ворожість між двома республіками досягла свого піку. Відбулись збройні сутички — венеційці зруйнували деякі генуезькі склади в Лімасолі та Фамагусті на Кіпрі, тоді як Ніколо Спінола очолив генуезький флот, що захопив двадцять п'ять венеційських галер в порту Александрети.
Перша генуезька експедиція з 160 галер з завданням завдати рішучої поразки венеційському флоту на чолі з Оберто Доріа була відправлена в 1295 році. Проте вона була змушена повернутися додому через одну з численних міжусобиць, які вирували в середньовічній Генуї. Венеція скористалася цим, щоб напасти на лігурійські володіння Петру, Фокею, Кіпр і Каффу. Нарешті, Лігурійська республіка дала своєму новому капітано-дель-пополо Ламба Доріа флотилію з 78 галер для нападу на венеційський флот. Генуезці спустошили узбережжя Далмації щоб спровокувати венеційців на бій і 7 вересня 1298 р. поблизу Зари відбулась перша сутичка 90 венеційських суден проти 80 генуезьких галер.

## Битва
Вирішальний бій між ворогуючими флотами відбувся 9 вересня — він точився як в Пелєшацькій протоці, вузькій протоці між островом Курцола (Корчула) і материковою частиною півострова Пелєшаць (італ. Sabbioncello), так і на березі острова Курцола, де висадились венеційські війська. Венеційців очолював адмірал Андреа Дандоло, син дожа Джованні Дандоло, а генуезців — адмірал Ламба Доріа, син якого загинув у бою. За легендою, Доріа сказав — «Киньте мого сина за борт у глибоке море, яке ще краще місце останнього спокою ми можемо йому надати?».

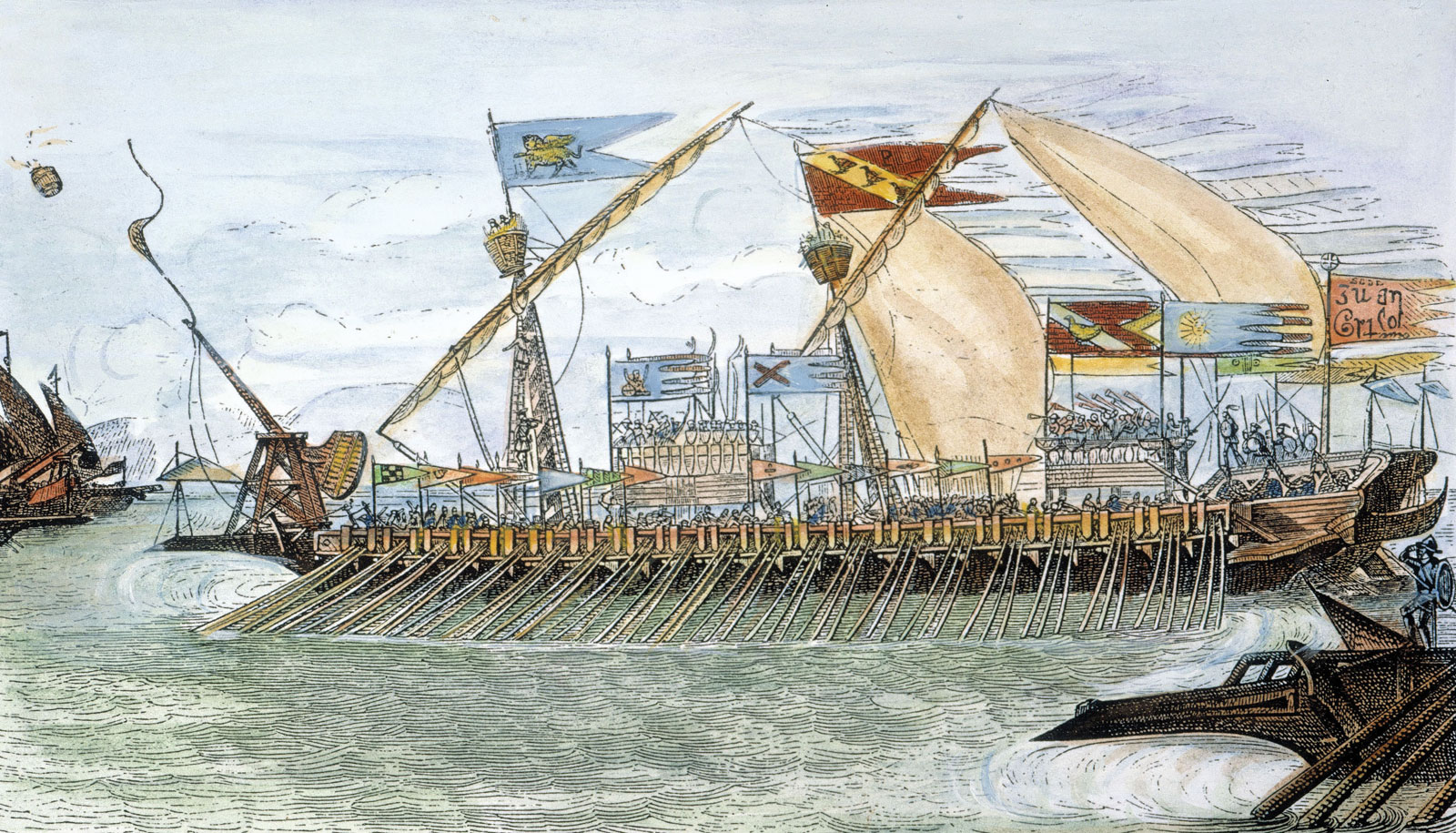
Венеційська галера в Курцолі

Чисельність флотів двох держав була приблизно однаковою, але після того, як венеційські галери при спробі атакувати генуезькі кораблі сіли на мілину, Доріа продемонстрував чудову стратегію і зумів завдати серйозної поразки своїм ворогам. Катастрофа видалася для Венеції майже повною: 83 із 95 їхніх кораблів були знищені та близько 7000 чоловік загинули. Генуезці перемогли, і захоплений у полон Дандоло, щоб уникнути сорому бути доставленим до Генуї в кайданах, покінчив життя самогубством, розбивши голову об весло, до якого був прикутий. Венеція зазнала значних втрат, але їй вдалося негайно підготувати ще 100 галер і відновити свій флот, тож вона прагнула отримати розумні мирні умови, які не суттєво перешкоджали її могутності та процвітанню.

## Наслідки
У 1299 р. між Генуєю та Венецією було підписано мирний договір у Мілані без переможців та переможених. Після Курцоли сили Генуї і Венеції виснажились і для них почався тривалий період занепаду, а у Середземному морі з'явились нові сили, зокрема каталонці.
Наступний конфлікт між «Супербою» і «Серенісімою», що увійшов в історію як війна Кіоджи, відбувся між 1379 і 1381 роками. Під час цього конфлікту генуезцям спочатку вдалося завоювати величезні території Венеційської лагуни, проте пізніше венеційцям вдалось звльнити Кіоджу та міста Істрії від генуезців, після чого в 1381 р. сторони уклали Туринський мир. Результат війни змусив Геную відмовитися від завойованих венеційських земельних володінь. Це сприяло подальшому розпалу міжусобиць, які супроводжували Геную протягом усієї історії. Венеція, звільнена від невпинного тиску Суперби, змогла відновити торгівлю зі Сходом і розширити свої володіння на материку навколо Венеції на захід, тоді як Генуя, крім управління своїми колоніями та торговими шляхами в Середземномор'ї, присвятила головну увагу фінансовим ринкам, зокрема надаючи великі позики Королівству Іспанія та Імперії Габсбургів. Дві республіки знайшли нові сфери для своїх завоювань, що було для них дедалі вимушеним вибором, особливо після завоювання Константинополя османами. Під тиском османів генуезці та венеційці опинились разом у морській битві при Лепанто проти агресивної Османської імперії.
З війною Кіоджи закінчилася ера великих зіткнень між двома морськими державами.

## Цікаві обставини
Згідно з пізнішою традицією XVI століття, записаною Джованні Баттістою Рамузіо, Марко Поло був серед венеційських в'язнів, що потрапили в генуезькій полон під час битви при Курцолі. Він продиктував свою знамениту книгу протягом кількох місяців ув'язнення; але чи справді його полонили саме в цій битві чи під час попередньої генуезько-венеційської битви в 1294 році поблизу Лаяццо (сучасний Айяс) в Кілікії, незрозуміло.